# Vallejo (California)
Vallejo es una ciudad ubicada en el condado de Solano en el estado estadounidense de California. En el Censo de 2020 tenía una población de 126 090 habitantes y una densidad poblacional de 1,000 personas por km².
Esta ciudad es una de las locaciones donde se filmó la serie 13 Reasons Why. Además, esta ciudad fue inspiración para crear Elmore en la serie Increíble mundo de Gumball, inclusive recrearon lugares reales de la propia ciudad cómo la escuela o la propia casa del protagonista.

## Geografía
Según la Oficina del Censo de los Estados Unidos, Vallejo tiene una superficie total de 128.31 km², de la cual 79.44 km² corresponden a tierra firme y (38.09%) 48.87 km² es agua.

## Demografía
Según el censo de 2010, había 115 942 personas residiendo en Vallejo. La densidad de población era de 900 hab./km². De los 115 942 habitantes, Vallejo estaba compuesto por el 32.9% blancos, el 22.06% eran afroestadounidenses, el 0.65% eran amerindios, el 24.92% eran asiáticos, el 1.07% eran isleños del Pacífico, el 11% eran de otras razas y el 7.47% pertenecían a dos o más razas. Del total de la población el 22.57% eran hispanos o latinos de cualquier raza.